# Frühauf József
Frühauf József (Dukla, 1796 – 1845 előtt) nyelvész, polihisztor.

## Élete
Fiatalsága a maszkilim, a lengyel felvilágosodott zsidók korába esvén, ő is alaposan megtanulta a héber és arámi nyelvet, ezen kívül autodidakta módon elsajátította az arab, latin és görög nyelvet is. Magyarországra bevándorlása után, eleinte egy Schwarc Jakab nevű előkelő és gazdag Sáros vármegyei zsidó családjában házi tanító volt. Ott folytatta keleti nyelvtanulmányait. Később ő lett a sáros megyei zsidóságnak elnöke és ezen minőségében sok jót tett hittestvéreinek. Mint nagy műveltségű férfiú gyakran ő volt a szószólójuk a megye hivatalos nagyjainál. Amikor 1827. szeptember 11.-én báró Eötvös Ignácot, mint kinevezett Sáros megyei főispánt Eperjesen ünnepélyesen beiktatták, a megyei zsidóság nevében ő üdvözölte latin- és héber nyelvű hódoló beszéddel, melyet külön, 15 oldalú füzetben Kassán kinyomattak e cím alatt:
Communitatis israeliticae in I. Comitatu Saarosiensi degentis per Josephum Frühauf in Illustratis Suae Domini Junioris Ignatii L. B. Eötvös de Vásárosnamény plurimorum insignium nominum viri ejusdem l. Cottus Supremi Comitis Installationem dimissime oblata verba die 11-ma Septemb. 1827.
Többi irodalmi termékei, melyek közül életében csak kevés jelent meg, szétszóródtak barátai között. Gyermekei nem voltak. Halála után Friedländer Ábrahám Somosból, kit Frühauf mint atyátlan árvát nevelt és tanított, megemlékezett róla a Kochbe Jicchok című lap 1845. évfolyam második füzetének 56. lapján.